# 芬洛事件
芬洛事件是1939年11月9日纳粹德国党卫队保安局执行的一次秘密行动，期间纳粹德国在荷兰城市芬洛郊外距德国边境5米处逮捕了两名英国秘密情报局特工。:14-47此次事件被德国政府与11月8日发生的格奥尔格·艾尔塞刺杀希特勒事件联系到一起，为纳粹德国于1940年5月入侵荷兰提供了借口。